# 9a etapa del Tour de França de 2015
La 9a etapa del Tour de França de 2015 es disputà el diumenge 12 de juliol de 2015 sobre un recorregut de 28 km entre les viles franceses de Vannes i Plumelec en la modalitat de contrarellotge per equips.
El vencedor fou l'equip BMC Racing Team, de corredors com Tejay van Garderen i Greg Van Avermaet, amb tan sols 1" sobre l'equip Team Sky del líder de la cursa. En tercera posició, a 4", arribà el Movistar Team de Nairo Quintana i Alejandro Valverde. Amb aquests resultats Froome avantatjà en 12" a Tejay van Garderen, en 1' 03" a Alberto Contador, en 1' 50" a Valverde, en 1' 59" a Quintana, en 2' 22" a Vincenzo Nibali (Astana Qazaqstan Team) i en 3' 52" a Joaquim Rodríguez (Team Katusha) abans de començar la muntanya.

## Recorregut

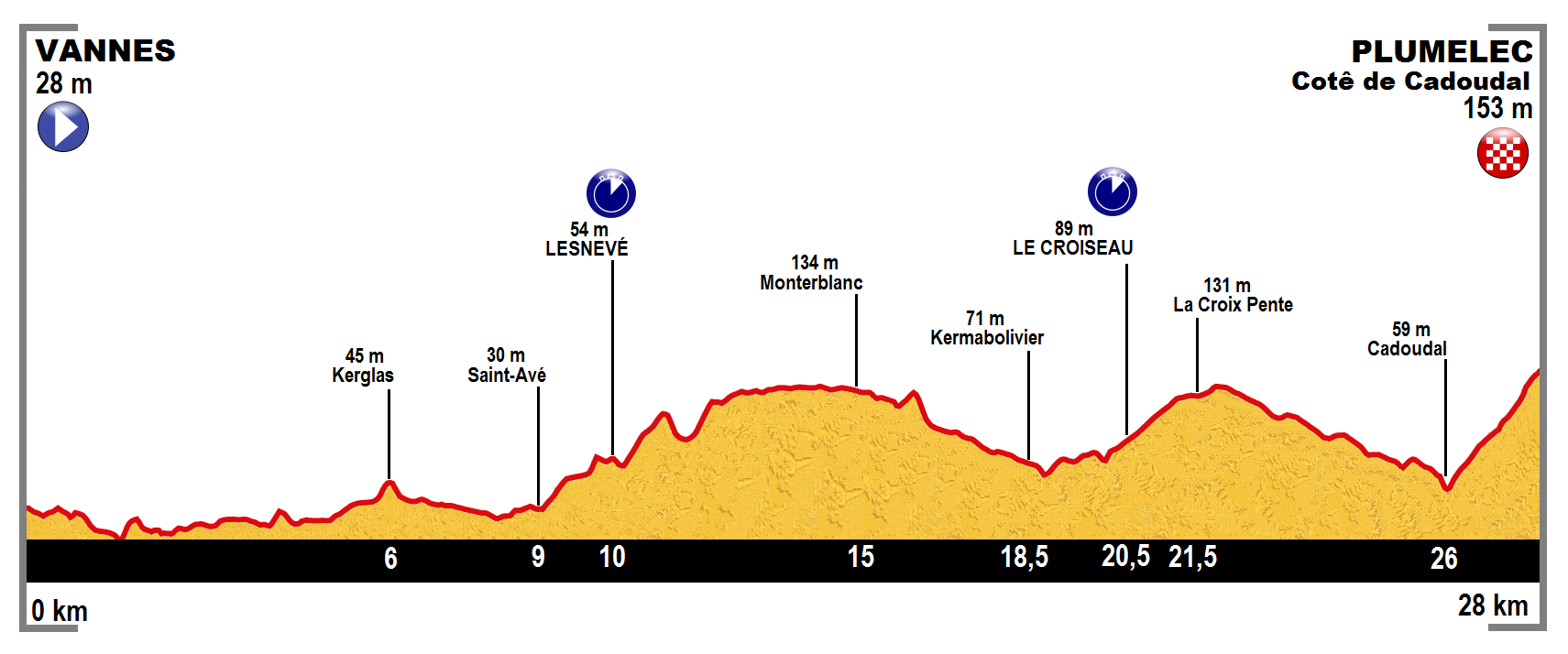
Recorregut de la 9a etapa

Els equips sortien de Vannes cap al nord-est fins a arribar a Lesneve, als afores de Saint-Avé, on hi havia el primer control de pas. D'aquí continuaven cap al nord per Monterblanc i el segon control de pas a Le Croiseau, als afores de Plaudren. El final a Plumelec es feia tot passant per la cota de Cadoudal, amb 1,7 quilòmetres amb un desnivell mitjà del 6,2%.

## Desenvolupament de l'etapa
Des del Tour de França de 1982 no es disputava una contrarellotge per equips tant avançada la cursa. Normalment aquesta modalitat de contrarellotges tenen lloc en les primeres etapes de cursa per minimitzar el risc que alguns dels equips hagin perdut algun representant. Els equips prengueren la sortida en l'ordre invers al que estaven situats en la classificació per equips, amb l'excepció de l'equip del líder de la classificació general, el Team Sky de Chris Froome, que va començar en última posició. El cinquè classificat de cada equip era el que donava el temps a l'equip.
El primer equip a prendre la sortida va ser l'Orica-GreenEDGE, vencedors de la darrera contrarellotge al Tour, però no pogueren disputar-la a fons, ja que tenien sols sis corredors després dels abandonaments de tres dels seus corredors en les etapes prèvies. El vencedor de l'etapa fou el BMC Racing Team amb tan sols un segon sobre el Team Sky i quatre sobre el Movistar Team. El Team Tinkoff-Saxo d'Alberto Contador va perdre 28", mentre Nibali perdia 35", quedant a 2' 22" del líder. Froome va conservar el liderat amb 12" sobre Tejay van Garderen.

## Resultats

### Classificació de l'etapa
|    | Equip                 | Temps    |
| -- | --------------------- | -------- |
| 1  | BMC Racing Team       | 32' 15"  |
| 2  | Team Sky              | + 1"     |
| 3  | Movistar Team         | + 4"     |
| 4  | Team Tinkoff-Saxo     | + 28"    |
| 5  | Astana Qazaqstan Team | + 35"    |
| 6  | IAM Cycling           | + 38"    |
| 7  | Etixx-Quick Step      | + 45"    |
| 8  | Lampre-Merida         | + 48"    |
| 9  | Team LottoNL-Jumbo    | + 1' 14" |
| 10 | AG2R La Mondiale      | + 1' 24" |

## Classificacions a la fi de l'etapa

### Classificació general
|    | Ciclista                 | Equip             | Temps       |
| -- | ------------------------ | ----------------- | ----------- |
| 1  | Chris Froome (GBR)       | Team Sky          | 31h 34' 12" |
| 2  | Tejay van Garderen (USA) | BMC Racing Team   | + 12"       |
| 3  | Greg Van Avermaet (BEL)  | BMC Racing Team   | + 27"       |
| 4  | Peter Sagan (SVK)        | Team Tinkoff-Saxo | + 38"       |
| 5  | Alberto Contador (ESP)   | Team Tinkoff-Saxo | + 1' 03"    |
| 6  | Rigoberto Urán (COL)     | Etixx-Quick Step  | + 1' 18"    |
| 7  | Alejandro Valverde (ESP) | Movistar Team     | + 1' 50"    |
| 8  | Geraint Thomas (GBR)     | Team Sky          | + 1' 52"    |
| 9  | Nairo Quintana (COL)     | Movistar Team     | + 1' 59"    |
| 10 | Zdeněk Štybar (CZE)      | Etixx-Quick Step  | + 1' 59"    |

### Classificació per punts
|   | Ciclista             | Equip             | Punts |
| - | -------------------- | ----------------- | ----- |
| 1 | Peter Sagan (SVK)    | Team Tinkoff-Saxo | 213   |
| 2 | André Greipel (GER)  | Lotto Soudal      | 210   |
| 3 | Mark Cavendish (GBR) | Etixx-Quick Step  | 159   |

### Classificació de la muntanya
|   | Ciclista                   | Equip            | Punts |
| - | -------------------------- | ---------------- | ----- |
| 1 | Daniel Teklehaimanot (ERI) | MTN Qhubeka      | 4     |
| 2 | Joaquim Rodríguez (CAT)    | Team Katusha     | 2     |
| 3 | Alexis Vuillermoz (FRA)    | AG2R La Mondiale | 2     |

### Classificació del millor jove
|   | Ciclista             | Equip              | Temps       |
| - | -------------------- | ------------------ | ----------- |
| 1 | Peter Sagan (SVK)    | Team Tinkoff-Saxo  | 31h 34' 50" |
| 2 | Nairo Quintana (COL) | Movistar Team      | + 1' 21"    |
| 3 | Warren Barguil (FRA) | Team Giant-Alpecin | + 2' 05"    |

### Classificació per equips
|    | Equip             | Temps       |
| -- | ----------------- | ----------- |
| 1r | BMC Racing Team   | 95h 48' 04" |
| 2n | Team Tinkoff-Saxo | + 4' 04"    |
| 3r | Etixx-Quick Step  | + 7' 28"    |

## Abandonaments
No es produí cap abandonament durant l'etapa.